# HD34162
HD34162 — хімічно пекулярна зоря спектрального класу F0, що має видиму зоряну величину в смузі V приблизно  8,7.
Вона  розташована на відстані близько 1469,2 світлових років від Сонця.

## Пекулярний хімічний вміст
Зоряна атмосфера HD34162 має підвищений вміст 
Cr
.